# Coda (letteratura)
La coda in letteratura può assumere almeno due significati principali.
Nel primo caso la coda rappresenta l'aggiunta effettuata ai sonetti di tipo burlesco o realistico, tramite uno o più versi, o di uno o più distici indipendenti da quelli precedenti, sulla falsariga degli esempi burchielleschi dei secoli XIII e XIV, oppure con l'aggiunta di più distici secondo lo schema introdotto dai berneschi nei loro sonetti.
Nel secondo caso la definizione risale addirittura al De Musica di Marziano Capella del V secolo e identifica una frase conclusiva di un ritmo replicato, le cui replicazioni assumono il nome di piedi. Quindi la coda indica il ritmo che si aggiunge ai piedi in una strofa neolatina, sia nelle opere di metrica colta, come la canzone, sia nei componimenti popolari, come la ballata, l'ottava, la nona e così via.

Se nella canzone la coda forma la parte più sviluppata e più ricca, nella ballata invece corrisponde alla volta, ossia a quella parte che il coro riprende nel ritornello (o ripresa); e nell'ottava, nona, decima rima è rappresentata rispettivamente dal distico (CC), tristico (CCB), tetrastico (CCCB) finale di queste strofe; invece nel serventese caudato è rappresentata dal quinario, che nel chiudere il ritmo di una strofa apre le rime della successiva (AAAb/BBBc/CCCd, ecc).